# Drummondia thomsonii
Drummondia thomsonii är en bladmossart som beskrevs av Mitten 1859. Drummondia thomsonii ingår i släktet Drummondia och familjen Orthotrichaceae. Inga underarter finns listade i Catalogue of Life.